# Amalophyllon
Amalophyllon es un género con tres especies de plantas herbáceas perteneciente a la familia Gesneriaceae. Comprende 12 especies descritas y de estas. solo 10 aceptadas. Es originario de Centroamérica (sur de México a Panamá) y Sudamérica (Cordillera de los Andes desde Venezuela al centro de Perú).
Es género fue inicialmente descrito como perteneciente a Scrophulariaceae y solo a finales del siglo XX ha sido reconocido que pertenece a Gesneriaceae. La mayoría de las especies estaban previamente incluidas en Phinaea.

## Taxonomía
El género fue descrito por Townshend Stith Brandegee y publicado en University of California Publications in Botany 6(4): 63. 1914.
Etimología
'Amalophyllon: nombre genérico que deriva de las palabras griegas άμαλός, amalos = "suave, tierno" y φυλλον, phyllon = "hoja", donde se refiere a la característica de la hoja.

## Especies
A continuación se brinda un listado de las especies del género Amalophyllon aceptadas hasta 2024, ordenadas alfabéticamente. Para cada una se indica el nombre binomial seguido del autor, abreviado según las convenciones y usos.
- Amalophyllon albiflorum (Rusby) Boggan, LE Skog y Roalson
- Amalophyllon caripense (Klotzsch y Hanst.) Boggan, LE Skog y Roalson
- Amalophyllon ecuadoranum (Wiehler) J.L.Clark
- Amalophyllon divaricatum (Poepp.) Boggan, LE Skog y Roalson
- Amalophyllon laceratum (CV Morton) Boggan, LE Skog y Roalson
- Amalophyllon macrophyllum (Wiehler) Boggan, LE Skog y Roalson
- Amalophyllon miraculum (Wiehler) J.L.Clark
- Amalophyllon parviflorum (A. Braun & Bouché) Boggan, LE Skog y Roalson
- Amalophyllon repens (Donn. Sm.) Boggan, LE Skog y Roalson
- Amalophyllon roezlii (Regel) Boggan, LE Skog y Roalson
- Amalophyllon rubidum (Lem.) Boggan, LE Skog y Roalson
- Amalophyllon rupestre Brandegee